# Première Nation de Seine River
La Première Nation de Seine River (en ojibwé : Jiima’aaganing), anciennement connue sous le nom de la Bande de la Rivière La Seine, est une Première Nation (au sens de « bande indienne ») ojibwée dont le territoire traditionnel est situé à environ 300 kilomètres à l'ouest de Thunder Bay, en Ontario. En date du mois d'août 2022, la Première Nation compte une population totale inscrite de 806 personnes, dont 436 vivaient dans leur propre réserve.

## Gouvernance
La Première Nation est gouvernée par un conseil composé d'un chef et de sept conseillers, qui sont élus pour un mandat de deux ans. Le chef élu pour la période 2022-2024 est John Raymond Kabatay. 
La Première Nation est membre de la Pwi-Di-Goo-Zing Ne-Yaa-Zhing Advisory Services, un conseil régional des chefs, qui à son tour est membre du Grand Council of Treaty 3, une organisation politique tribale au service de plusieurs Premières Nations du nord-ouest de l'Ontario et du sud-est du Manitoba.

## Réserves
La Première Nation bénéficie de trois territoires mis à sa disposition qui jouissent du caractère de réserve indienne, : 
- Seine River 23A (en ojibwé : Ashkibwaanikaaning), d'une superficie de 1 758,8 hectares et servant de réserve principale
- Seine River 23B (en ojibwé : Mitaawangwe-ziibiing), d'une superficie  de 904,5 hectares
- Sturgeon Falls 23 (en ojibwé : Name-gojijiing), d'une superficie de 2 488,9 hectares